# Vestisen

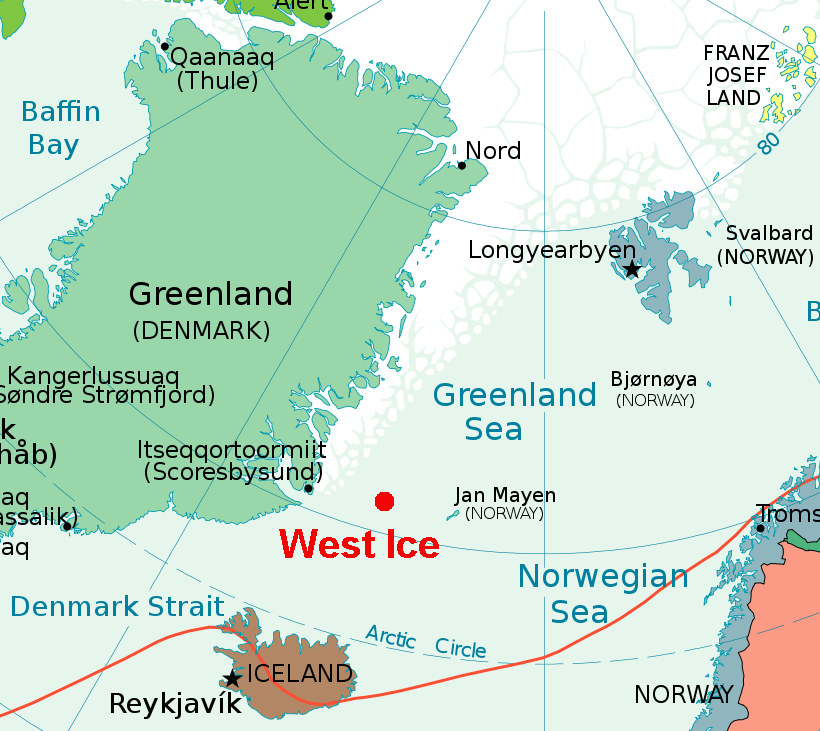
Carte de localisation de la Vestisen.

Vestisen ou Vesterisen, nom norvégien signifiant littéralement en français « glace de l'Ouest », est le nom donné à la banquise qui se forme en hiver entre l'Islande, le Groenland et l'île Jan Mayen.

## Histoire
Les eaux autour de l'île Jan Mayen furent un lieu stratégique pour la chasse aux phoques et principalement au moment de la période de reproduction en mars-avril pour le phoque du Groenland et le phoque à capuchon. Les conditions y sont cependant instables et varient d'une année à l'autre. Plus d'une centaine de trappeurs norvégiens y ont péri, notamment lors des trois accidents de Vestisen en 1917, 1933 et 1952.
L'épaisseur de la glace est en diminution en raison de réchauffement climatique. Cela conduit à une diminution des populations de la faune locale, notamment le phoque à capuchon. La forte baisse de la reproduction et la présence accrue d'ours blancs affamés en provenance du Svalbard sont identifiés comme étant responsables de la baisse de ces populations.